# Taganana
Taganana é uma aldeia do município de Santa Cruz de Tenerife, na ilha de Tenerife, Canárias, Espanha. Administrativamente pertencente ao distrito de Anaga.

## Toponímia
O nome do local provém do guanche "anagan" ("cercado por montanhas") ou "tagănan" ("encosta").

## Demografia
| Variação demográfica de Taganana entre 2000 e 2020 | Variação demográfica de Taganana entre 2000 e 2020 | Variação demográfica de Taganana entre 2000 e 2020 | Variação demográfica de Taganana entre 2000 e 2020 | Variação demográfica de Taganana entre 2000 e 2020 | Variação demográfica de Taganana entre 2000 e 2020 | Variação demográfica de Taganana entre 2000 e 2020 | Variação demográfica de Taganana entre 2000 e 2020 | Variação demográfica de Taganana entre 2000 e 2020 | Variação demográfica de Taganana entre 2000 e 2020 | Variação demográfica de Taganana entre 2000 e 2020 | Variação demográfica de Taganana entre 2000 e 2020 | Variação demográfica de Taganana entre 2000 e 2020 | Variação demográfica de Taganana entre 2000 e 2020 | Variação demográfica de Taganana entre 2000 e 2020 | Variação demográfica de Taganana entre 2000 e 2020 | Variação demográfica de Taganana entre 2000 e 2020 | Variação demográfica de Taganana entre 2000 e 2020 | Variação demográfica de Taganana entre 2000 e 2020 | Variação demográfica de Taganana entre 2000 e 2020 |
| -------------------------------------------------- | -------------------------------------------------- | -------------------------------------------------- | -------------------------------------------------- | -------------------------------------------------- | -------------------------------------------------- | -------------------------------------------------- | -------------------------------------------------- | -------------------------------------------------- | -------------------------------------------------- | -------------------------------------------------- | -------------------------------------------------- | -------------------------------------------------- | -------------------------------------------------- | -------------------------------------------------- | -------------------------------------------------- | -------------------------------------------------- | -------------------------------------------------- | -------------------------------------------------- | -------------------------------------------------- |
| 2000                                               | 2001                                               | 2002                                               | 2003                                               | 2004                                               | 2005                                               | 2006                                               | 2007                                               | 2008                                               | 2009                                               | 2010                                               | 2011                                               | 2012                                               | 2013                                               | 2014                                               | 2015                                               | 2016                                               | 2017                                               | 2018                                               | 2019                                               |
| 668                                                | 653                                                | 704                                                | 688                                                | 633                                                | 630                                                | 642                                                | 638                                                | 620                                                | 592                                                | 589                                                | 566                                                | 559                                                | 555                                                | 545                                                | 528                                                | 521                                                | 521                                                | 511                                                | 520                                                |